# 1734 в Україні

## Події
Після смерті гетьмана Данила Апостола влада на українських землях у складі Росії перейшла до «Правління гетьманського уряду» на чолі з князем Олексієм Шаховським. Таким чином розпочався останній період існування Січі, який називають Нова Січ.
31 січня в Росії видано указ імператриці Ганни Іоанівни щодо шлюбів малоросів. У ньому наказано Шаховському сприяти шлюбам між українцями та росіянами.
Влітку підписано Лубенський договір щодо переходу Низового січового війська до підданства Російської імперії.

## Особи

### Народились
- березень Леванда Іоанн (1734—1814) — український священик і проповідник.
- Грушецький Антон Антонович (1734—1798) — український іконописець, василіянин.
- Касіян (Лехницький) (1734—1784) — український церковний діяч, професор, ректор Києво-Могилянської академії, архімандрит.
- Ковельський Федір Якович (1734- після 1791) — український поет доби Гетьманщини, автор поеми «Незлобивая жизнь».
- Іоанн Островський (1734—1801) — місіонер, педагог, ректор Новгородської духовної семінарії. Перший єпископ Пермський і Єкатеринбурзький Відомства православного сповідання Російської імперії.

### Померли
- 29 січня Данило Апостол (1654—1734) — український військовий, політичний і державний діяч. Гетьман Війська Запорозького, голова Гетьманщини на Лівобережній Україні (1727—1734).
- Гудович Андрій Павлович (? — 1734) — український державний діяч часів Гетьманщини, бакланський сотник в Стародубському полку.
- Квітка Григорій Семенович (1669—1734) — полковник Харківського козацького полку.
- Лизогуб Семен Юхимович (1689—1734) — прапрадід по матері письменника Миколи Гоголя, батько Семена Семеновича Лизогуба.
- Родзянко Василь Іванович (1652—1734) — Хорольський сотник (1701—1705), гетьманський охоронець (1705), обозний Миргородського полку (1723—1734).

## Засновані, зведені
- Барвінківська паланка
- Бугогардівська паланка
- Перевізька паланка
- Кодацька паланка
- Самарська паланка
- Церква святих Костянтина та Єлени (Київ)
- Церква Введення Пресвятої Богородиці (Локіть)
- Троїцька церква (Полонне)
- Церква Воздвиження Чесного Хреста Господнього (Швайківці)
- Дмитрівка (Знам'янський район)
- Зікрачі
- Ліски (Білогірський район)
- Лук'янівка (Таращанський район)
- Піщанка (Новомосковський район)

## Зникли, скасовані
- Генеральна військова канцелярія гетьмана Данила Апостола